# Stanno suonando la nostra canzone (album)
Stanno suonando la nostra canzone è un album di Loretta Goggi e Gigi Proietti, pubblicato nel 1981.
L'album era la colonna sonora del musical omonimo di Neil Simon The're playing our song, al suo primo adattamento italiano, su musiche originali di Marvin Hamlisch e testi di Carole Bayer Sager, riadattati in italiano negli arrangiamenti da Renato Serio e nei testi da Carla Vistarini.. Gigi Proietti, regista e coprotagonista dello spettacolo assieme alla Goggi, è interprete di molte tracce del 33 giri.
A tutt'oggi l'album non è mai stato ristampato su CD.

## I musicisti
- Voce: Loretta Goggi, Gigi Proietti
- Cori: Le voci di lui (Mariano Brancaccio, Luca Nannini, Marco Paolantoni), Le voci di lei (Christine Kenneally, Fabrizia Bagaglio, Viviana Meda)
- Arrangiamenti: Renato Serio

## Tracce
1. Overture – 1:18 (testo: Carla Vistarini – musica: Marvin Hamlisch) – (traccia strumentale)
2. Io vorrei volare – 2:23 (testo: Carla Vistarini – musica: Marvin Hamlisch) – Canta Gigi Proietti
3. Come si fa – 3:27 (testo: Carla Vistarini – musica: Marvin Hamlisch) – Cantano Loretta Goggi e Gigi Proietti
4. Se mi conoscesse – 2:47 (testo: Carla Vistarini – musica: Marvin Hamlisch) – Cantano Loretta Goggi e Gigi Proietti
5. Stanno suonando la nostra canzone (lui) – 1:34 (testo: Carla Vistarini – musica: Marvin Hamlisch) – Canta Gigi Proietti
6. Stanno suonando la nostra canzone (lei) – 2:36 (testo: Carla Vistarini – musica: Marvin Hamlisch) – Canta Loretta Goggi
7. Se mi conoscesse (ripresa) – 1:33 (testo: Carla Vistarini – musica: Marvin Hamlisch) – Cantano Loretta Goggi e Gigi Proietti
8. Mai – 3:44 (testo: Carla Vistarini – musica: Marvin Hamlisch) – Cantano Loretta Goggi e Gigi Proietti
9. Entr'act – 3:37 (testo: Carla Vistarini – musica: Marvin Hamlisch) – (brano strumentale)
10. Stanotte noi – 2:38 (testo: Carla Vistarini – musica: Marvin Hamlisch) – Canta Loretta Goggi
11. Quando sei con me – 3:44 (testo: Carla Vistarini – musica: Marvin Hamlisch) – Cantano Loretta Goggi e Gigi Proietti
12. Credo ancora nell'amore – 2:23 (testo: Carla Vistarini – musica: Marvin Hamlisch) – Canta Loretta Goggi
13. Senza parole – 3:29 (testo: Carla Vistarini – musica: Marvin Hamlisch) – Canta Gigi Proietti
14. Stanno suonando la nostra canzone (finale) – 1:08 (testo: Carla Vistarini – musica: Marvin Hamlisch) – Canta il cast